# 南宁师范大学
南宁师范大学，简称南师、南师大或南宁师大，是中华人民共和国的一所全日制本科公办省属普通高等院校，位于广西壮族自治区首府南宁市，前身为创办于1953年的广西教师进修学院，1978年12月经国务院批准，成为广西壮族自治区属全日制普通本科师范院校。目前有明秀、长岗、五合、武鸣四个校区，占地面积3383.14亩。

## 历史
该校创办于1953年10月，始称广西教师进修学院。

1954年8月，随广西师范学院（现广西师范大学）迁入桂林王城。

1955年3月，从广西师范大学分出，从桂林市迁至南宁市桃源路小麻村附近（现广西艺术学院院内）单独建校。

1960年春，以广西教师进修学院为基础筹办南宁师范学院，由于筹办中的南宁师范学院停办，并入广西民族学院。

1961年，恢复广西教师进修学院。

1963年9月，广西教师进修学院从广西民族学院分离，并接收停办的广西师范专科学校的人员、财产，在该校原址（现明秀路校址）复建。

1967年，广西教师进修学院更名为广西教育学院，文革期间培训工作暂停。

1978年12月28日，经国务院批准为省属本科师范院校，正式成立南宁师范学院。

1985年，南宁师范学院更名为广西师范学院。

1998年，经国务院学位委员会批准，成为硕士学位授权单位。

2002年12月30日，经广西壮族自治区人民政府批准，原广西南宁民族师范学校并入广西师范学院。

2010年，学校在南宁市仙葫开发区五合大道建设新校区。

2012年，广西师范学院欲更名为南宁师范大学，但更名未获得教育部批准。

2013年，该校获批为广西新增博士学位授予单位立项建设单位。

2018年11月30日，经教育部批准，学校更名为南宁师范大学。

## 二级学院
- 文学院
- 法学与社会学院
- 马克思主义学院
- 外国语学院
- 数学与统计学院
- 物理与电子学院
- 化学与材料学院
- 地理科学与规划学院
- 环境与生命科学学院
- 自然资源与测绘学院
- 初等教育学院
- 教育科学学院
- 计算机与信息工程学院
- 经济与管理学院
- 物流管理与工程学院
- 旅游与文化学院
- 体育与健康学院
- 美术与设计学院
- 音乐与舞蹈学院
- 新闻与传播学院
- 国际教育学院
- 职业技术教育学院

## 独立学院
- 南宁师范大学师园学院

## 教学单位
截止2015年，该校有21个学院、6个教辅单位、43个科学研究机构和1所附属实验学校，合作举办1所独立学院（广西师范学院师园学院）。拥有“广西中小学校长培训基地”、“广西中小学教师培训基地”、“广西远程教育基地”的称号。

## 知名校友
- 邱孟煌，主持人
- 辛夷坞，作家
- 韦永丽，运动员[11]

## 相关参见
- 国立南宁师范学院
- 广西师范大学，位于桂林